# Congriscus marquesaensis
Congriscus marquesaensis är en fiskart som beskrevs av Emma S. Karmovskaya 2004. Congriscus marquesaensis ingår i släktet Congriscus och familjen havsålar. Inga underarter finns listade i Catalogue of Life.